# ザ幕張ベイフロントタワー
ザ幕張ベイフロントタワー（ザまくはりベイフロントタワー）は、千葉県千葉市美浜区の幕張ベイタウンに所在する超高層マンション。タワー棟とレジデンス棟で構成されている。

## 概要
都市計画マスタープラン幕張タワープロジェクトとして幕張海浜公園から花見川方面、幕張ベイタウンの花見川緑地近隣に所在する。レジデンス棟（低層棟）を含む名称はザ幕張ベイフロントタワー&レジデンス。
共同住宅からなり、建築規模は地下1階 - 地上31階建て全308戸の超高層マンションとなっている。設計・監理および施工は清水建設、デベロッパーは清水建設、三井不動産レジデンシャル、鹿島建設が行った。
空気の力でゴミを輸送し、ゴミ収集前のカラスや猫によるゴミのまき散らしや臭いなども発生しないのが利点の廃棄物空気輸送システム（インフラ施設）が導入されている。

## 施設
- 住戸：308戸（タワー棟285戸、レジデンス棟23戸)
- 駐車場：311台
- その他：スタディルーム、キッズコーナー、ガーデンラウンジ、マザーズラウンジ、ボルタリング

## 歴史
- 2013年（平成25年）5月20日 - 着工[4]。
- 2015年（平成27年）
  - 8月 - 竣工。
  - 9月 - 入居開始。

## アクセス

### 公共交通機関
- JR東日本 海浜幕張駅 徒歩約20分

### 自動車
- 最寄りのインターチェンジ
  - 東関東自動車道 湾岸千葉インターチェンジ